# Impressió
|  | Per a altres significats, vegeu «Impressió (etologia)». |

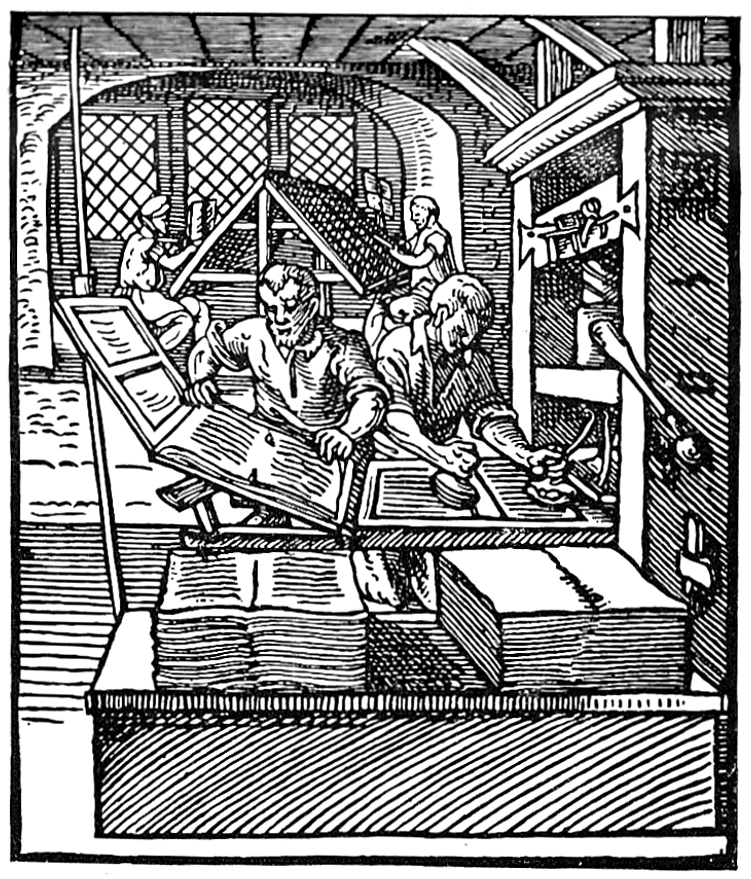
Tipografia del (1568) de Jost Amman.

La impressió és l'acció i efecte de deixar una marca o empremta sobre alguna cosa. El suport de la impressió és habitualment el paper però també poden ser impresos altres materials com plàstics, teixits (estampat), etc. La impressió és l'art de reproduir sobre paper, pergamí, etc., la marca en tinta d'un escrit, un dibuix, etc., gravat sobre una planxa metàl·lica o compost ajuntant peces de metall o fusta cadascuna de les quals té gravada una lletra, una figura, etc.
Al llarg de la història hi ha hagut diferents sistemes d'impressió, alguns com la serigrafia o la litografia s'han anat adaptant a l'evolució de la tècnica i encara perduren, d'altres com la xilografia que havien estat àmpliament utilitzats han perdut vigència i avui només s'utilitza per a la reproducció d'obres d'art. Fins a l'aparició de la impressió digital tots els mètodes han tingut com a característica comuna la utilització d'una matriu que un cop entintada permetia transferir-la sobre el paper. Les tècniques d'impressió van evolucionar amb rapidesa, i aparegueren nous procediments que satisfeien noves necessitats o responien a noves possibilitats tècniques. Cal destacar-ne l'aiguafort, la litografia, el fotogravat (que va aparèixer a partir de la fotografia), l'òfset o el rotogravat. Les tècniques modernes de la xerografia i la injecció de tinta estan estretament relacionades amb el tractament informàtic de les dades a imprimir que són enviades directament a la màquina impressora i que han generat l'aparició de programari específic de publicació assistida per ordinador.

## Història
Les tecnologies més antigues d'impressió utilitzaven, a la Xina ja des del segle vii tipus fixes i molt abans materials com la fusta (xilografia) amb els quals s'imprimien estampes i llibres molt costosos de fer i amb tiratges molt reduïts. Al segle xv van aparèixer els tipus mòbils i la impremta que va permetre abaratir i estendre les obres escrites. El desenvolupament tecnològic posterior ha anat en la línia de reduir la necessitat de mà d'obra i baixar el cost de producció.

### Blocs de fusta

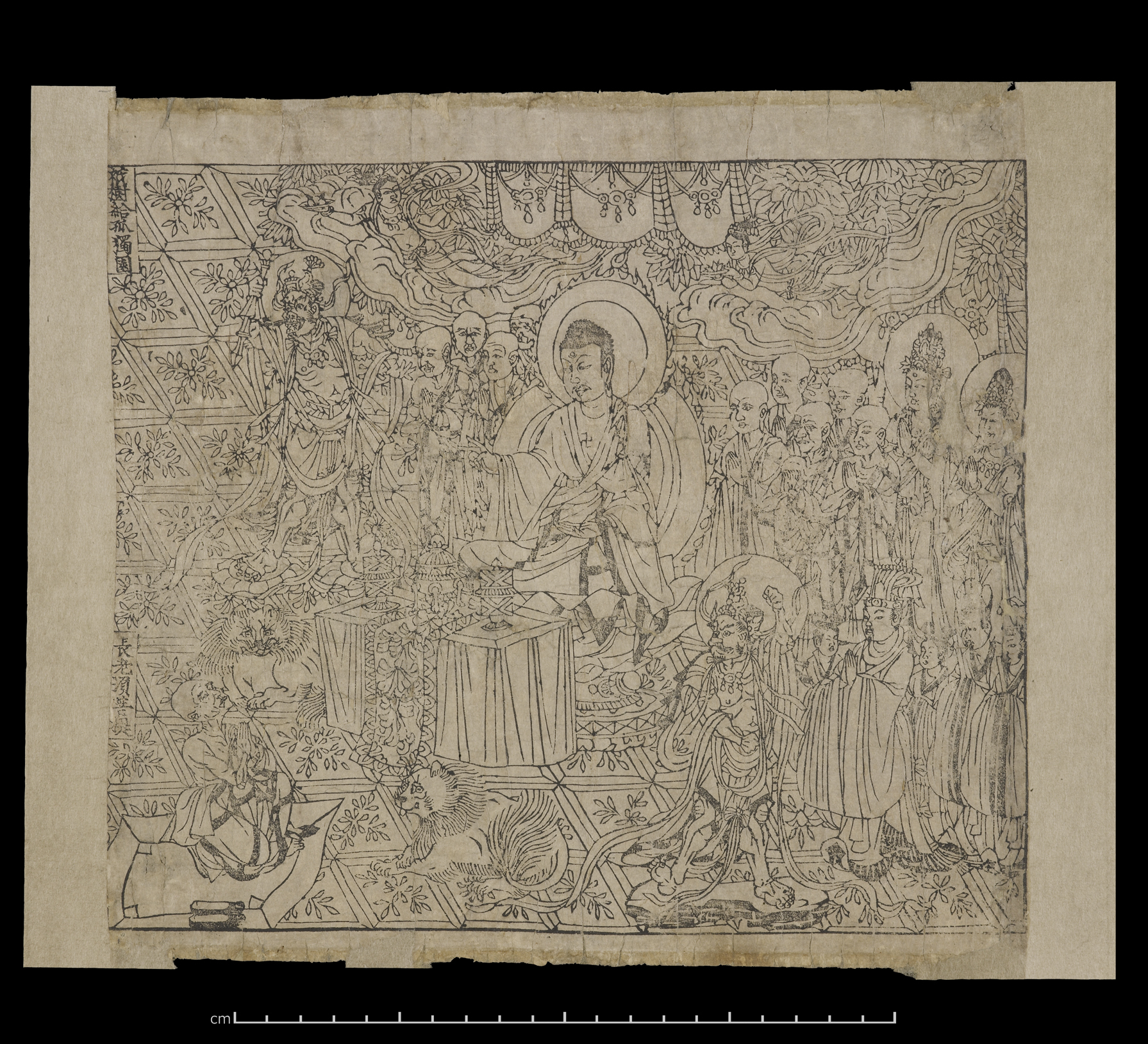
El Sutra del diamant, el llibre imprès més antic conservat, va ser imprès l'any 868.

La utilització de blocs de fusta per a imprimir text o imatges és una tècnica que va aparèixer a la Xina a l'antiguitat i va ser àmpliament utilitzat a l'Àsia oriental. Primer va ser una mètode per imprimir sobre teixits i més tard també sobre paper. Els exemples més antics sobre teixits que es conserven de la Xina són anteriors a l'any 220 i de l'Egipte del segle iv.

#### Àsia Oriental
Vers l'any 593 es va inventar la premsa impresa i el primer diari, imprès amb blocs de fusta, va aparèixer a Pequín el 713. El llibre imprès complet més antic que es conserva va ser imprès a la Xina vers l'any 868 amb utilitzant la tècnica dels blocs de fusta tant pel text com per les il·lustracions, és una traducció xinesa del text budista del Sutra del diamant.

#### Orient Pròxim
La impressió sobre teixits amb blocs de fusta va aparèixer a Egipte al segle iv, no es pot assegurar si la tècnica fou apresa dels xinesos o va ser desenvolupada de manera independent. La impressió de blocs de text en àrab es va desenvolupar a l'Egipte àrab durant els segles ix i x, no és clar si els blocs eren de fusta o un altre tipus de material. Sembla que la tècnica va deixar de ser utilitzada quan es van introduir els tipus mòbils procedents de la Xina.

#### Europa
La tècnica de la impressió amb blocs va arribar a Europa de la mà dels musulmans, el 1300 era un mètode habitual d'impressió sobre teixits, la tècnica era emprada sobretot per imprimir motius religiosos. Quan el paper va esdevenir relativament fàcil de trobar, vers el 1400, es van començar a produir a gran escala estampes amb imatges religioses i cartes de joc.
Al voltant de mitjans del segle xv, la impressió de llibres amb blocs de fusta, amb text i imatges gravats habitualment al mateix bloc, van esdevenir una alternativa més econòmica als manuscrits i als llibres impresos amb tipus mòbils. Aquest tipus d'impressió es va aplicar a obres curtes profusament il·lustrades i amb grans tirades, els supervendes de l'època i amb moltes versions diferents: els més comuns van ser l'Ars Moriendi i la Biblia pauperum. Encara hi ha una certa controvèrsia entre els estudiosos sobre si la seva introducció va precedir o va ser posterior a la introducció dels tipus mòbils (l'opinió més estesa), entre el 1440 i el 1460.

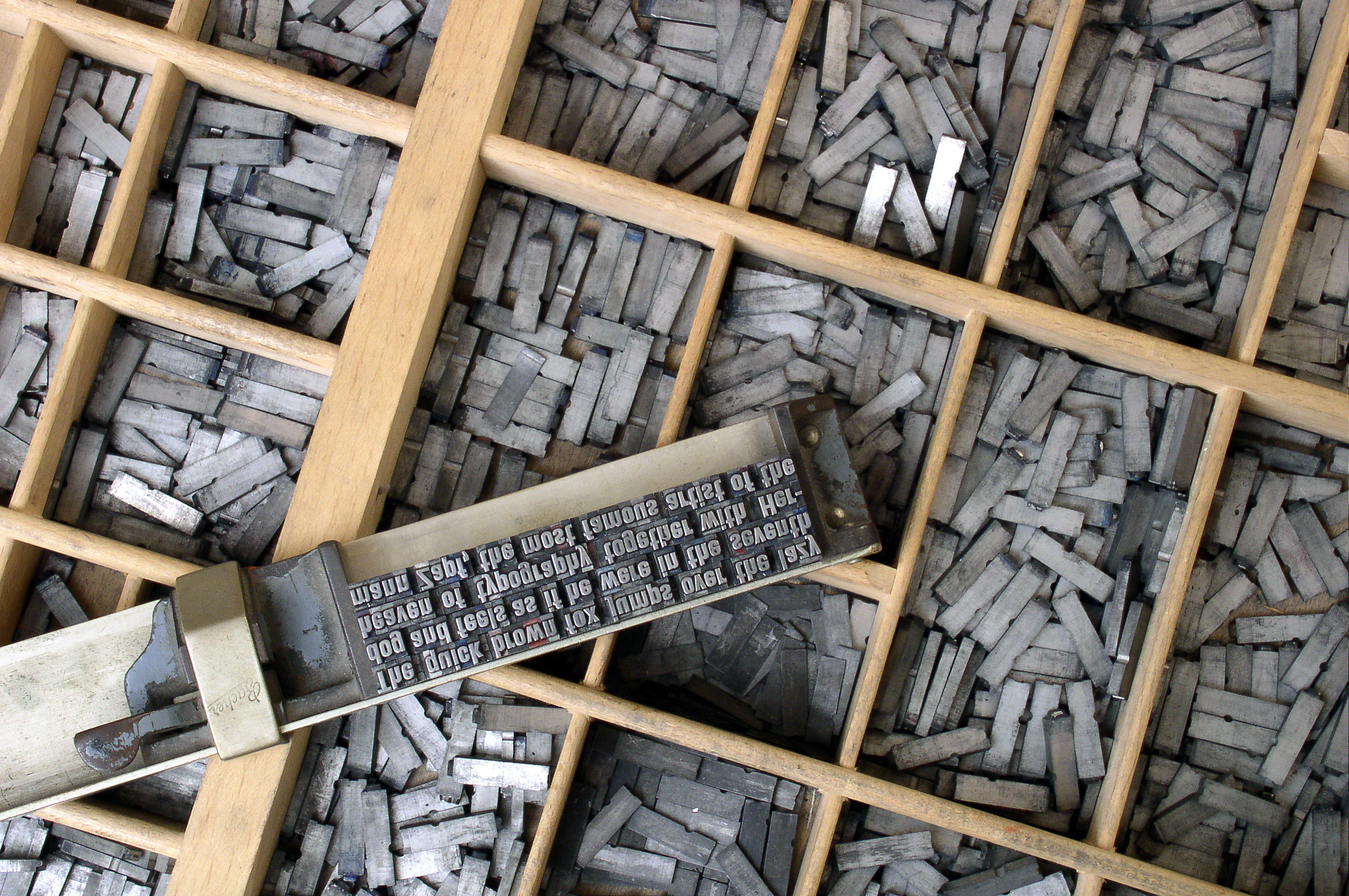
Tipus mòbils

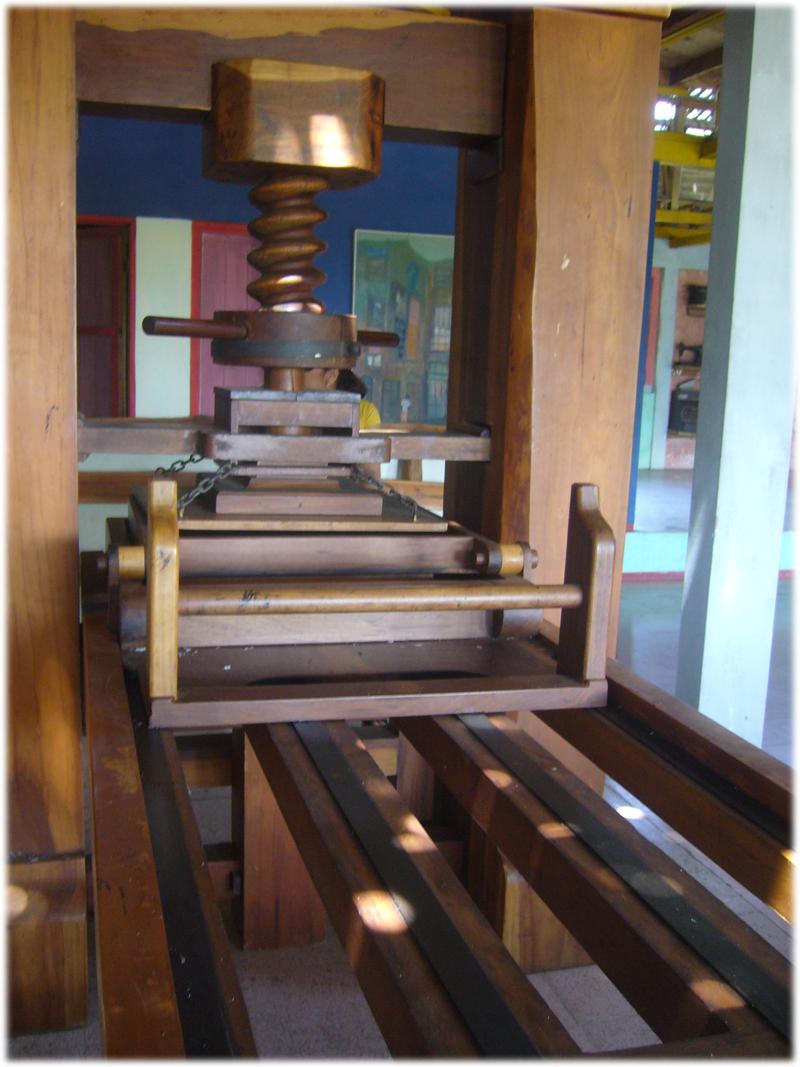
Reproducció de la impremta de Gutenberg al museu del Parc Garza Roja de l'Equador.

### Impremta de tipus mòbils
Els tipus mòbils són un sistema d'impressió i tipografia que utilitza peces mòbils amb què són 
 els diferents caràcters. Aquesta tècnica va permetre que la reproducció d'un text o una imatge fos més senzilla i flexible que la còpia manual o la impressió amb blocs.
Vers el 1040, Bi Sheng (畢昇) va crear a la Xina el primer sistema conegut que utilitzava tipus mòbils fets d'argila que eren molt fràgils. Vers el 1298 Wang Zhen va utilitzar uns tipus més duradors fets de fusta. Però en aquella època el mètode més utilitzat continuava essent el dels blocs de fusta.
Cap al 1450 Johannes Gutenberg va presentar el seu sistema d'impressió amb tipus mòbils, que és considerat una invenció independent a Europa. Gutenberg va ser el primer a crear les peces dels tipus amb un aliatge de plom, estany i antimoni, que són els mateixos components que encara s'utilitzen avui dia.
Johannes Gutenberg va començar a treballar en la impremta aproximadament cap a l'any 1436 quan es va associar amb Andreas Dritzehen, un home que prèviament havia estat instruït en el poliment de brillants, i Andreas Heilmann, propietari d'una fàbrica de paper. No va ser fins al 1439 que existeix un registre oficial a partir d'una demanda legal contra Gutenberg; en el document apareixen dades sobre la impremta amb un inventari de metalls (inclòs el plom) i els tipus de motlle.
En comparació amb la impressió en fusta, el sistema mòbil d'impremta permet que la pàgina s'ajusti més ràpidament i durava més temps. Les peces de metall de la impremta duren més temps i les lletres eren més uniformes, el que conduirà a la tipografia i als tipus de fonts tipogràfiques. L'alta qualitat i preu relativament baix de la Bíblia de Gutenberg (1455) va demostrar la superioritat de les impremtes mòbils, aparells que es van estendre ràpidament per tot Europa i més tard a tot el món, i van contribuir al desenvolupament del Renaixement. Avui en dia, pràcticament tots els tipus d'impremtes mòbils existents, en última instància, deriven de les impremtes mòbils de Gutenberg, que és sovint s'ha considerat com l'invent més important del segon mil·lenni.

### Evolució post Gutenberg
De Gutenberg fins al segle xix les innovacions tecnològiques de les tècniques d'impressió són canvis menors, destinades a millorar l'eficiència i l'eficàcia. L'aliatge utilitzat per fer els tipus va continuar essent el mateix. A finals del segle xviii Charles Stanhope (1753 – 1816) va construir la primera impremta totalment metàl·lica que permetia reduir la força requerida per imprimir en un 90% i doblava la superfície imprimible, i amb una producció de fins a 480 pàgines també doblava la producció de les anteriors.

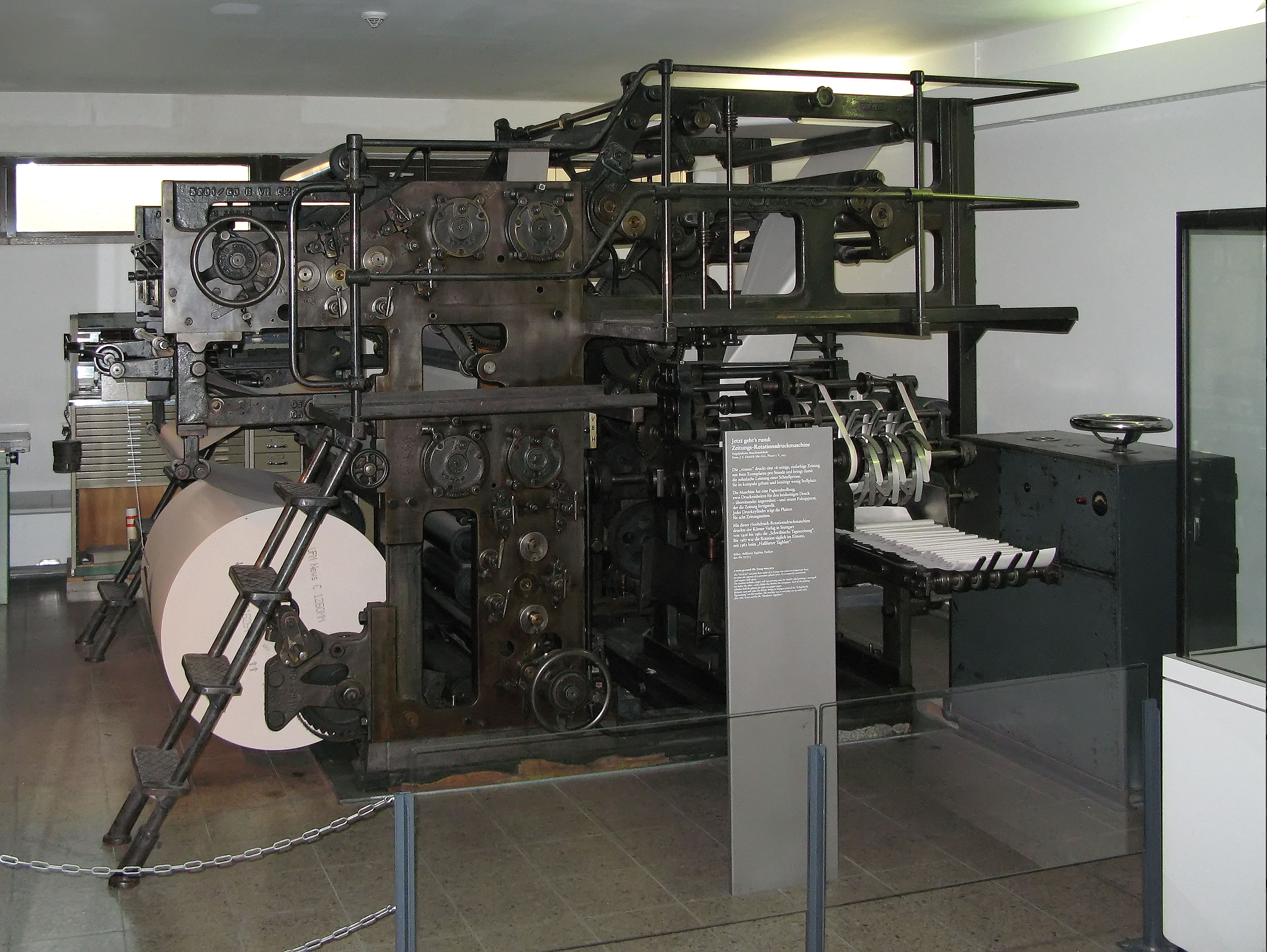
Antiga premsa rotativa exposada al Deutsches Museum de Múnic.

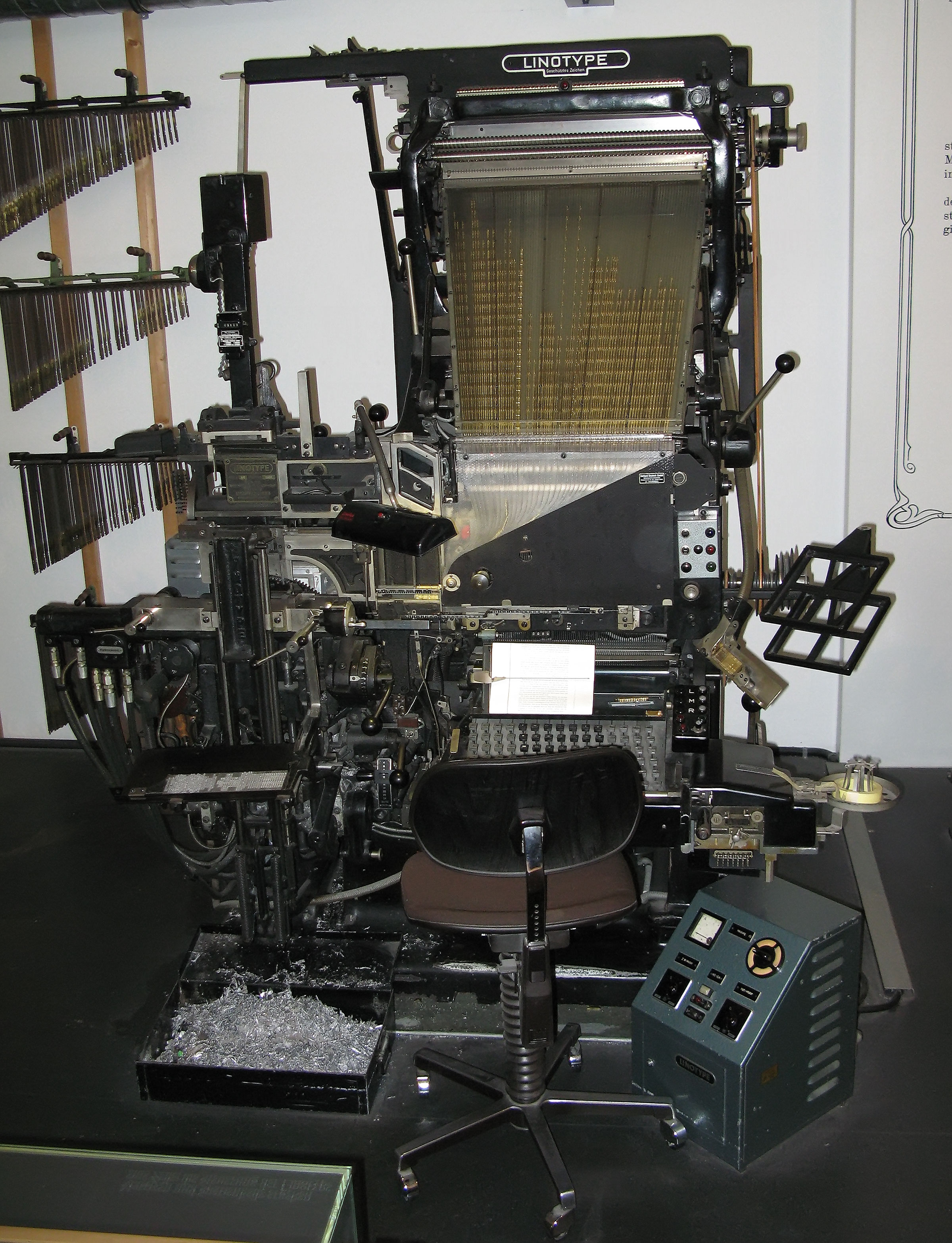
Una linotip del 1965 exposada al Deutsches Mudeum de Múnic.

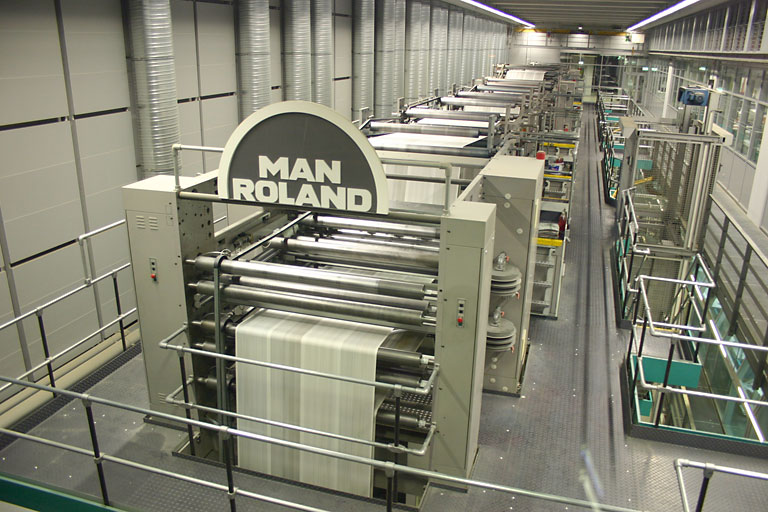
Una òfset en funcionament

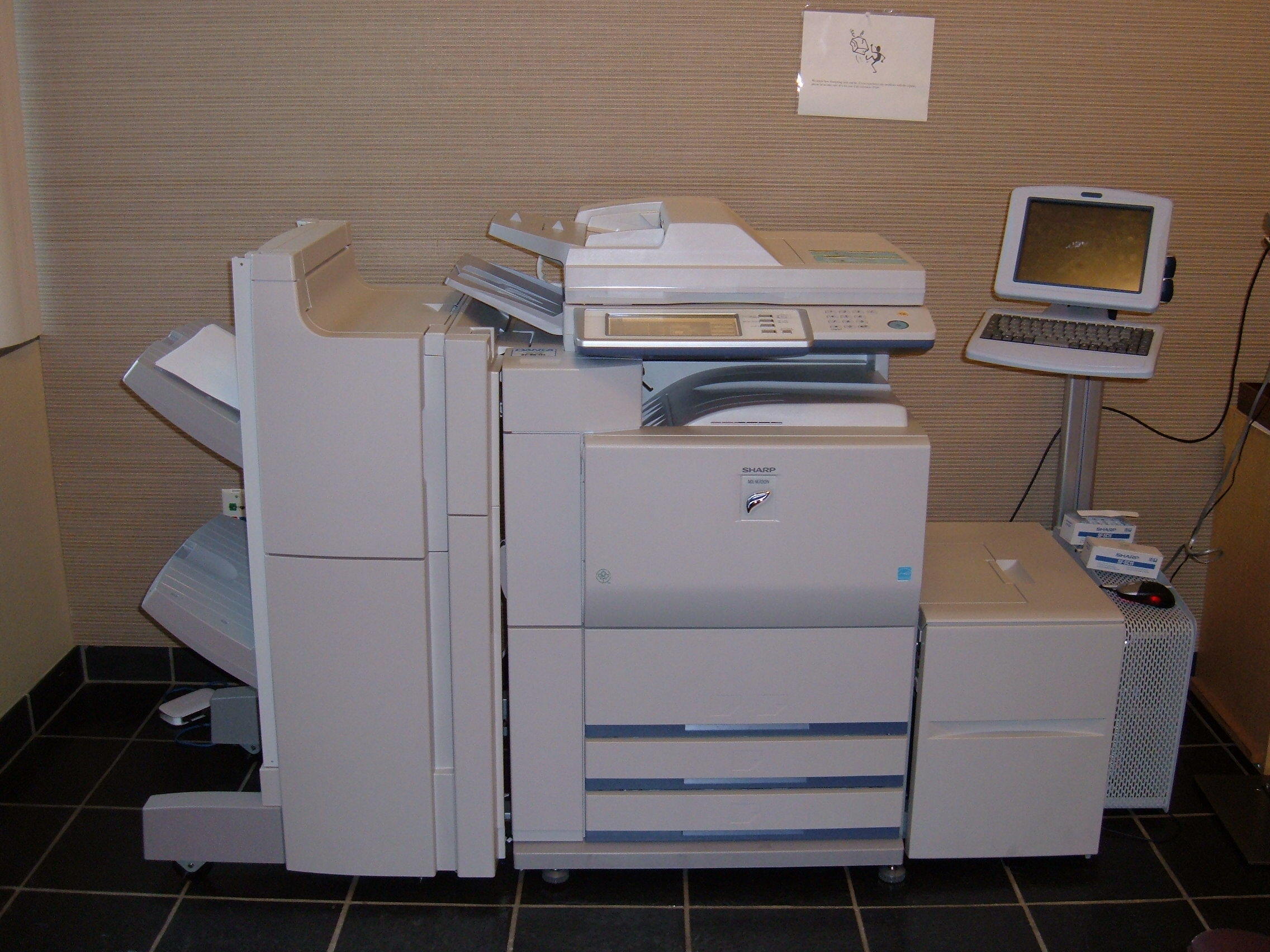
Una fotocopiadora moderna

La premsa rotativa, construïda el 1847 per Richard March Hoe (1812-1886), és una màquina d'impressió en la qual les imatges i gràfics que cal imprimir es corben sobre un cilindre, la primera ja era capaç de realitzar 12.000 impressions per hora. El tambor rotatiu d'impressió va ser millorat més tard de manera significativa per William Bullock. La impressió es pot efectuar sobre un gran nombre de substrats, incloent paper, cartró i plàstic, que poden ser alimentats amb folis o mitjançant un rotlle continu. La rotativa imprimeix i a més pot modificar el substrat mitjançant trepatges, envernissats de sobreimpressió o relleu. La necessitat dels grans diaris de comptar amb sistemes per produir creixents tirades en un temps rècord va portar a un ràpid desenvolupament de les màquines, amb millores que se succeïen any rere any.
La impressió es va veure revolucionada durant la dècada del 1880 amb la invenció de la linotip per Ottmar Mergenthaler (1854 - 1899). Aquesta màquina va suposar una gran gran millora del temps necessari per a la composició d'un text en substituir la manipulació manual dels tipus mòbils per una entrada a través d'un teclat de cada línia de text. La introducció del text a través del teclat es traduïa en la composició mecànica d'una matriu que servia com a motlle on s'introduïa un aliatge fos de plom i estany formant una única peça per línia introduïda. Aquest bloc era el que s'utilitzava per a fer la impressió pròpiament dita. La companyia Monotype Corporation Ltd va crear al llarg dels anys els seus propis tipus inspirats en fonts tipogràfiques històriques i la majoria són encara protegits per drets d'autor. Aquesta màquina va substituir les impremtes tradicionals i en el camp de la impressió de llibres i la premsa escrita va regnar de manera indiscutida des del 1900 fins a la dècada del 1970.
A la dècada del 1940 es va idear un substitut dels blocs-línia, es tractava d'una placa que podia ser utilitzada per portar un text o una imatge de manera indiferent. La tinta es fixava sobre les posicions desitjades gràcies a una càrrega electroestàtica (per això la placa rep el nom de placa electrogràfica), més tard es va substituir la corona de descàrrega per una làser. Aquesta tècnica, anomenada xerografia va ser utilitzada per la companyia Xerox per crear les primeres fotocopiadores, és la base de les actuals impressores làser i també va obrir el camí per al disseny de les plaques òfset de tipus fotogràfic.
A les darreries de la dècada del 1960 i principis de la del 1970 va aparèixer els mètodes de fotocomposició. Un sistema de miralls amb els caràcters retallats servia de plantilla de manera que la llum podia impressionar a una superfície sensible que era revelada i fixada com a paper fotogràfic comú. Els textos compostos d'aquesta manera eren muntants sobre uns suports, el disseny de la pàgina es feia manualment. Un cop el muntatge de la pàgina estava acabat es feia un clixé del conjunt per crear la placa que s'utilitzaria per a la impressió. La fotocomposició i l'òfset durarien gairebé vint anys, els processos van evolucionar amb l'aparició de làser, que va passar a impressionar directament la pel·lícula, eliminant els sistemes de miralls. Des de llavors la impressió ja no es va fer pressionant els caràcters sobre el paper sinó que la tinta era absorbida pel paper allà on havia estat fixada a la planxa òfset.
El gran canvi durant el segle xx es va començar a produir amb l'aparició de l'ordinador personal i especialment del Macintosh d'Apple a principis de la dècada del 1980, que va suposar la democratització de l'l'edició assistida per ordinador, abans reservada als mainframes i als miniordinadors (actualment coneguts com a servidors). Aquest microordinador va permetre fer totes les tasques implicades en la impressió des d'un únic lloc de treball: adquisició d'imatges digitals, edició de les imatges, creació de gràfics vectorials, composició de pàgines amb programari específic, que a més, permetia combinar text i imatges. Aquestes operacions ja eren possibles en els grans sistemes dedicats, però a un cost prohibitiu. El Macintosh, en particular, va ajudar a posar l'ofici de la impressió a l'abast de tothom.
De manera paral·lela a l'evolució de la composició, totes les tasques implicades en les arts gràfiques van començar a experimentar canvis profunds. Així al lloc de treball de la composició, el tractament fotogràfic i el disseny de la pàgina es van afegir diversos dispositius com les filmadores o CTF's (Computer To Film) que permetien imprimir directament des de l'ordinador a una pel·lícula, i que podia crear el clixé de cada color (quatre en el cas de la quadricomia) per tal de produir les plaques de transferència òptica. Aquesta millora va eliminar la necessitat del disseny i muntatge manual de les pàgines. Tanmateix, la transferència òptica va fer perdre definició i no evitava certes taques produïdes per la presència de brutícia deguda a la pols adherida a les plaques.
La següent evolució va ser la CTP (Computer to Plate) o gravador de planxes on ja no es passa per la pel·lícula sinó que es genera la planxa d'impressió directament (en general d'alumini i de vegades de polièster). Un cop creada la planxa, l'operador només ha de posar-la directament a la premsa.
L'última evolució de l'òfset convencional és la incrustació del CTP a la premsa. Això és el que s'anomena Direct Imaging. Ja no queda cap operació intermèdia entre el lloc de creació de les pàgines i la premsa, el gravat es fa directament sobre el cilindre porta-planxes de la premsa òfset. L'avantatge és l'estalvi de temps i l'abaratament de les despeses de producció.
A partir de les fotocopiadores ha aparegut un nou sector d'activitat, es tracta de la impressió digital on tots els sistemes convencionals han estat substituïts per sistemes de transferència d'imatges basats en la tecnologia de les fotocopiadores, permetent tiratges immediats i fidels al document original. El cost és força superior al dels sistemes tradicionals i això fa que, de moment, aquests sistemes es destinin a la producció de tiratges curts com en els casos de l'autoedició, les tesis doctorals o la impressió de llibres sota demanda. En connexió a bases de dades els sistemes d'impressió digital permeten la producció de documents que contenen text i imatges variables al llarg del temps, és el cas dels anuaris estadístics, horaris i tarifes, catàlegs, ... etc.

### Impremta als Països Catalans
El llibre amb data més antic, imprès a València, és el Comprehensorium de Johannes, del 23 de febrer de 1475, atribuït al taller de Jacob Vozlant. Pel que fa a la impremta a Barcelona, la data més antiga correspon als Rudimenta grammaticae de Perotti, impresos per Joan de Salzburg i Paul Hurus (o Pau de Constança) aquell mateix any. Hom té constància d'uns altres nou impresos composts amb el mateix tipus romà, entre els quals destaquen les Obres o trobes en llaors de la Verge Maria, del 1474, i una Ethica, Politica i Oeconomica d'Aristòtil, probablement del 1473. Amb els mateixos tipus hom coneix tres impresos, de caixa semblant, dos dels quals són del 1475, i una altra edició de l'Ethica, Politica i Oeconomica d'Aristòtil, composta amb un tipus romà diferent de l'emprat a València i en el Perotti de Barcelona, la qual hom creia feta a Saragossa, abans del 1478.
A València, el 1477 aparegué una edició de la Tertia pars Summae, de Tomàs d'Aquino, composta amb els tipus del Comprehensorium, en el colofó de la qual figura el nom de l'alemany Lambert Palmart, que és el primer nom de tipògraf que apareix en un llibre valencià. Uns altres tipògrafs de València, del període incunable, foren Nicolau Spindeler, Peter Hagenbach, Leonhart Hutz, Lope de Roca, Christoph Koffman i Alfons d'Horta.
La primera persona del país que tingué taller tipogràfic fou el prevere Pere Posa, que fou també llibreter i signà colofons des del 1482. Un altre cas semblant és el del llibreter Pere Miquel, que signà colofons des del 1491. Treballaren també a Barcelona durant el segle xv Hans Gherlinc, Hans Luschner, Gerard Preuss i Diego Gumiel. A Lleida hi hagué la impremta de Botel des del 1479. Als segles XVI, XVII i XVIII la impremta i el comerç de llibreria treballaren activament a Barcelona i València. A Mallorca inicià la tradició de l'ofici Ferran de Cansoles el 1540, i, bé que d'una manera més intermitent, hi ha hagut tallers importants a Lleida, Tarragona i Girona.

## Tècniques d'impressió
Les tècniques d'impressió es poden classificar de diferents maneres:

### Segons la imatge de la matriu
- Impressió en relleu: La imatge a imprimir es grava en relleu a la matriu, aquest relleu serà entintat i posat en contacte amb el paper per a produir la copia. Exemples: xilografia, tipografia, flexografia
- Impressió al buit: La imatge a imprimir es grava sobre la matriu buidant les parts que rebran la tinta, i produiran la còpia. Un exemple és la manera negra. Exemples calcografia (aiguafort, aiguatinta, ...), rotogravat
- Impressió plana: La matriu no es grava, les parts que seran entintades seran determinades per diferents tècniques
  - Per la repulsió entre l'aigua i els greixos: litografia i òfset convencional.
  - Per estergit: serigrafia.
  - Altres tècniques: impressora d'injecció, impressora làser, impressora tèrmica, fototípia o col·lotípia, driografia.

### Segons el material de la matriu
S'utilitza una gran varietat de materials com la fusta (xilografia), els metalls (calcografia), la pedra (litografia), pantalles de malla de seda, plàstic o niló (serigrafia), linòleum (linografia), cartró, acetat, polivinil, ... etc.

### Segons el gravat de la matriu
- Impressió directa: El gravat de la matriu es fa per mitjà de l'acció d'eines com el burí o les ganivetes, que eliminen part del material de la superfície. Exemples són les tècniques del burí, la punta seca, el picat o del carbur de silici en pols). En són exemples la xilografia i la punta seca.
- Impressió indirecta: El gravat de la matriu, una planxa metàl·lica (zinc, coure, etc.), es fa per mitjà de l'acció corrosiva d'un àcid (normalment nítric) sobre la superfície, les parts que han de romandre intactes es protegeixen amb vernissos, sucre, resines, etc. Alguns exemples d'aquesta tècnica són l'aiguafort i l'aiguatinta.

### Tècniques

#### Gravat

##### Gravat en relleu
El gravat en relleu és una tècnica d'impressió a la que la imatge a imprimir és esculpida sobre la matriu extraient el material de les parts que no es volen reproduir. La matriu acostuma a ser de fusta o de linòleum. Els segells de goma també poden ser considerats dintre d'aquesta categoria.

###### Xilografia

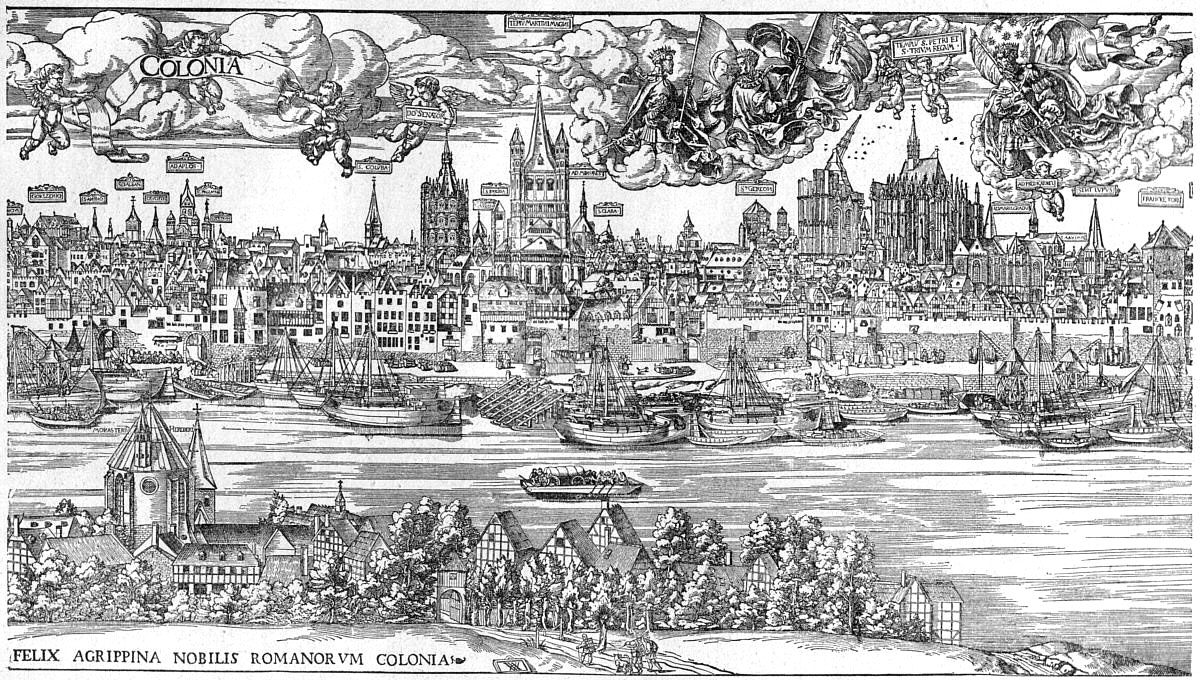
Xilografia del 1531 d'Anton von Worms representant Colònia.

La xilografia és una tècnica de gravat que consisteix a l'estampació d'un gravat en relleu sobre fusta. La tinta s'escampa per la part elevada de la matriu i es pressiona contra el paper. El text o la imatge desitjada es talla a mà amb una gúbia o burí en la fusta. S'utilitza habitualment una única matriu (anomenada també tac o bloc) per a cada pàgina. A continuació s'impregna amb tinta i pressionant-la contra un suport (com el paper) s'obté la impressió del relleu. Les fustes més adequades per realitzar-la són la de boix, la de cirerer o la de perera europea. Altres fustes menys dures, com les d'auró i roure, no són adequades per a la xilografia.
Es diferencien dues tècniques de xilografia, el gravat de fil i gravat a contrafibra (o a testa) en funció de com es grava sobre la fusta. Durant segles la xilografia havia estat la tècnica d'impressió més difosa però avui dia es troba gairebé en desús, només s'utilitza per a l'obtenció i duplicació d'obres d'art.

###### Tipografia
La tipografia és una tècnica d'impressió en relleu amb formes del tipus i les imatges que encara s'utilitza gràcies a la qualitat dels seus resultats

###### Flexografia
La flexografia és una versió actualitzada de la tipografia que consisteix en una planxa en relleu flexible que es pot utilitzar per imprimir sobre gairebé qualsevol tipus de substrat, com plàstic, pel·lícules metàl·liques, cel·lofana i paper. S'utilitza a bastament per a la impressió sobre materials no porosos com els envasos de productes alimentaris, i també quan és necessari que hi hagi grans zones de color sòlid.

##### Gravat al buit

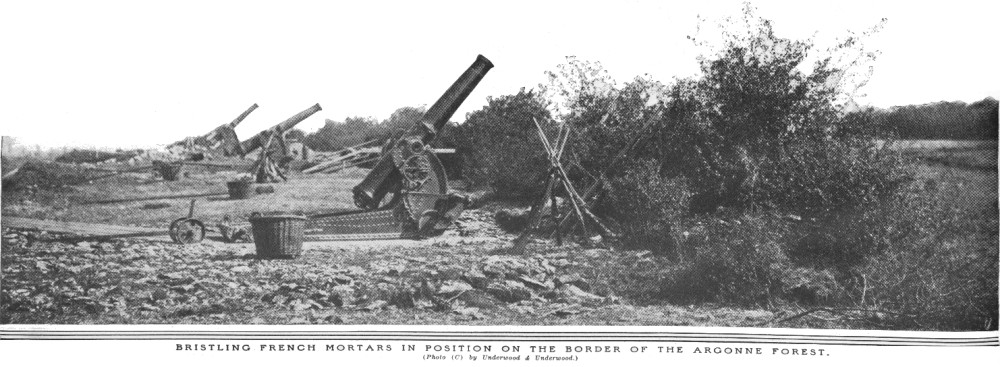
Rotogravat publicat al New York Times el 173 de gener del 1915.

El gravat al buit és una tècnica d'impressió a la que la imatge a imprimir és gravada sobre la superfície de la planxa d'impressió. Els espais buidats a la planxa s'omplen de tinta i l'excés es retira de la superfície amb una fulla, després unes premses pressionen el paper contra la superfície de la planxa i el posen en contacte amb la tinta. Les planxes d'impressió solen ser fetes de coure i poden ser creades per mitjà de gravat digital o amb làser.
La impressió per gravat al buit s'utilitza des de fa molt de temps per a impressió d'alta qualitat com en el cas de les revistes, catàlegs publicitaris, embalatges, la impressió sobre teixits o del paper pintat per parets. També s'utilitza per a la impressió dels segells de correus o per als plàstics laminats decoratius.

###### Calcografia
La calcografia és una tècnica d'impressió que utilitza matrius metàl·liques gravades de tal manera que es buida la part que s'imprimirà a la còpia. La paraula originàriament només va designar gravats fets en coure, i per extensió va començar a ésser usat per als gravats en tots els metalls. La calcografia és una tècnica antagonista a la tipografia on es transfereix la tinta dipositada en la superfície, i no als buits, dels relleus. A les tècniques calcogràfiques la profunditat dels solcs que reben la tinta determina la quantitat d'aquesta que es pot dipositar i, en conseqüència, determina la intensitat tonal de la impressió. Dins d'aquesta tècnica s'inclouen la punta seca, la manera negra, el burí i el puntejat com a mètodes d'impressió directa i l'aiguafort, l'aiguatinta el vernís tou i el fotogravat com a mètodes indirectes. La majoria d'aquestes tècniques avui dia només s'utilitzen per a produir i reproduir obres d'art.

###### Rotogravat
El rotogravat és una tècnica d'impressió que utilitza un cilindre metàl·lic, de coure o d'acer que ha estat gravat mecànicament amb l'ajut d'un diamant o d'un làser. Es tallen una sèrie de cel·les i la seva fondària determinarà la quantitat de tinta que podran contenir i, per tant, la intensitat del color imprès. La prensa rotativa imprimeix directament a partir d'un cilindre de coure tractat amb àcid i que utilitza una tinta a l'aigua d'assecament ràpid. A mesura que gira el cilindre passa a través d'un bany de tinta i és raspat posteriorment per un fleix d'acer anomenat plana, deixant així la tinta solament als pous de l'àrea amb imatges. Així la tinta és absorbida per la superfície del paper quan entra en contacte amb la placa. Un original, per ésser imprès, es descompon en els quatre colors: cian, magenta, groc i negre. Per a cada un dels colors s'utilitza un cilindre d'impressió, encarregat de transferir al suport la tinta corresponent. La suma de cada un dels colors dona com a resultat final la imatge de l'original.

#### Planografia
La planografia és un terme que es refereix als diferents mètodes d'impressió o estampat d'una imatge sobre una superfície plana, generalment paper, a la que la matriu no hi ha cap mena de relleu, les parts a imprimir i les blanques són al mateix nivell.

##### Litografia

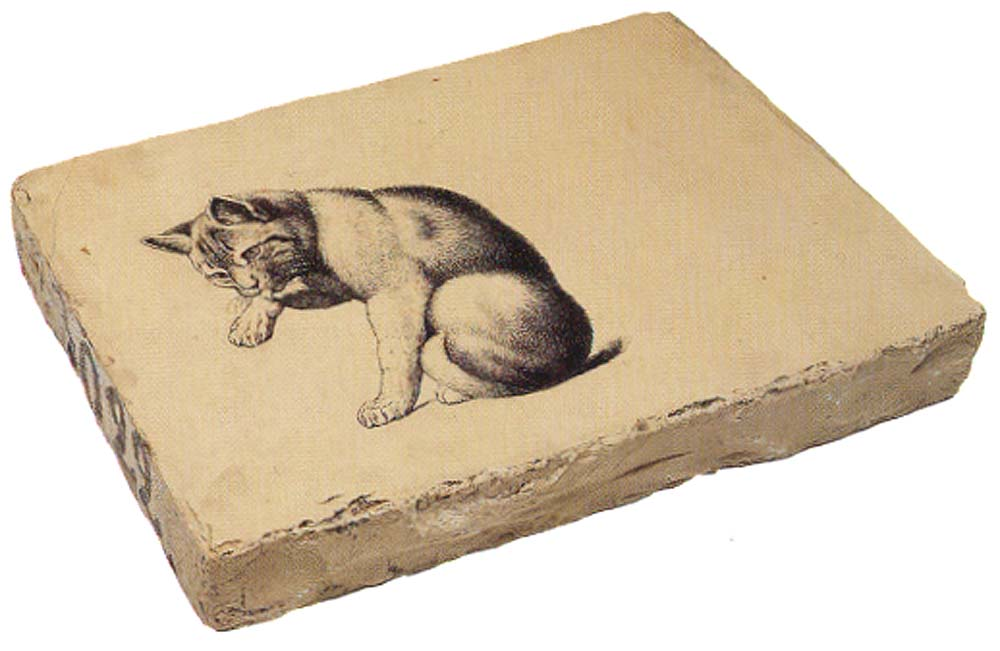
Litografia amb el logotip de la fàfrica Hoffmanns Stärke

La litografia és un procediment d'impressió inventat el 1796 per Alois Senefelder (1771-1834) a Alemanya. Es basa en incompatibilitat del greix i l'aigua, sobre una pedra calcària lluentada es dibuixa la imatge a imprimir amb una matèria grassa, bé sigui mitjançant llapis o pinzell. En humitejar la pedra la tinta d'impressió solament queda retinguda en les zones dibuixades prèviament. Avui pràcticament no s'utilitza més que per a l'obtenció i duplicació d'obres artístiques.

##### Òfset
L'òfset és un sistema d'impressió que es basa en el mateix principi que la litografia, la repulsió entre l'aigua i l'oli, la tinta es transfereix al suport definitiu a imprimir amb un roleu amb una mantellina de cautxú. La combinació d'aquesta tècnica amb la premsa rotativa van suposar un gran avanç i avui dia és un dels principals mètodes d'impressió. El seu èxit és degut a la seva flexibilitat i la seva capacitat per adaptar-se a una àmplia varietat de productes, a més és rendible per a uns pocs centenars de milers d'exemplars, produint productes de qualitat a un cost relativament baix. S'utilitza per a la premsa diària, revistes, publicitat, llibres, catàlegs, fulletons, ... i sobre paper, cartró, plàstics, ...
A més de l'òfset convencional basat en la repulsió entre l'aigua i els greixos, hi ha un mètode d'impressió òfset sense aigua. En aquest cas la naturalesa de les diferents zones de la planxa determinen el que s'imprimeix, les zones no imprimibles són cobertes de silicona, de manera que la tinta només es pot adherir a les zones d'alumini lliures de silicona.

##### Serigrafia
La serigrafia és una tècnica que consisteix a fer un estergit a través d'un teixit porós, anomenat pantalla serigràfica, les parts que no han se ser impreses es cobreixen amb una emulsió, un vernís, etc. de manera que no deixin passar la tinta vers el suport a imprimir. Pot utilitzar-se sobre una gran varietat de materials i no és necessari que la superfície sigui plana.

##### Flexografia

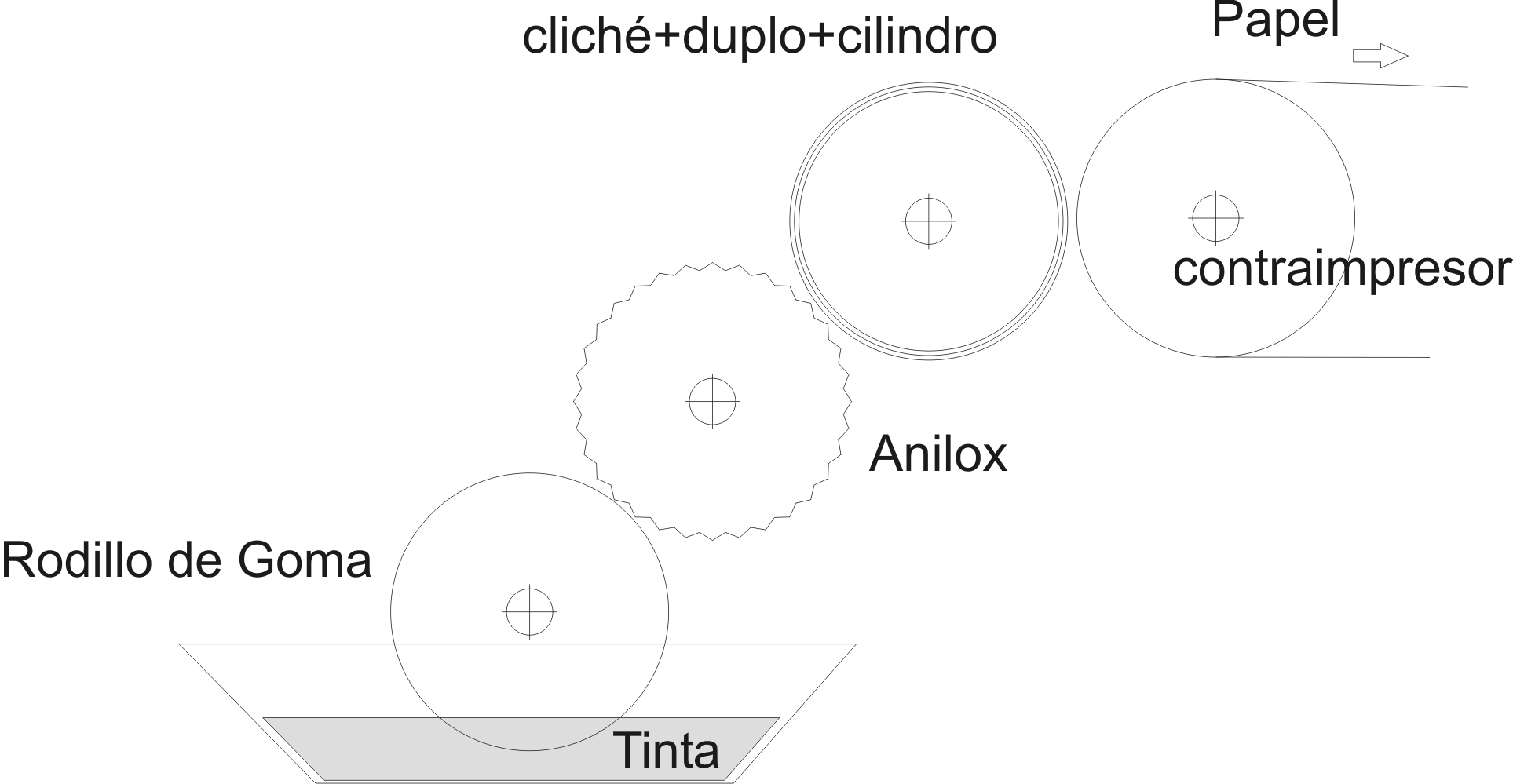
Esquema d'una impressora flexogràfica

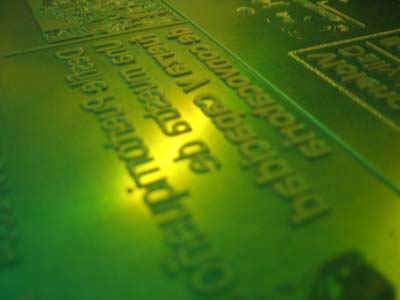
Fotografia d'un clixé

La flexografia és un procés que es fa servir en la impressió de materials d'embalatge (caixes de cartó, cartró ondulat, bosses de paper i plàstic, envasos d'alimentació, diaris, catàlegs, etc.). Aquest mètode d'impressió continua creixent en popularitat gràcies al seu baix cost i al seu respecte al medi ambient. La part més important de la impressió és l'aplicació de la tinta flexogràfica. Aquest sistema d'impressió utilitza tintes líquides caracteritzades per la seva gran rapidesa d'assecament. Aquesta gran velocitat d'assecament és la que permet imprimir volums alts a baixos costs, comparat amb altres sistemes d'impressió. En qualsevol cas, per a suports poc absorbents, cal utilitzar assecadors situats en la mateixa impressora (per exemple, en el cas de papers estucats o vernissos UVI).
Les impressores acostumen a ésser rotatives, i la principal diferència entre aquestes i els altres sistemes d'impressió és la mena en el qual el clixé rep la tinta. En general, un roleu giratori de cautxú recull la tinta i la transfereix per contacte a un altre cilindre, anomenat anilox. L'anilox, pel mig d'uns alvèols o buits de mida microscòpica, formats en general per abrasió d'un raig làser en roleu de ceràmica i amb coberta de crom, transfereix una lleugera capa de tinta regular i uniforme a la forma impressora, gravat o clixé. Posteriorment, el clixé transferirà la tinta al suport a imprimir.